# Клод Пюел
Клод Пюел (на френски: Claude Puel), роден на 2 септември 1961 г. в Кастр, Франция, е бивш френски професионален футболист, дефанзивен полузащитник, настоящ треньор на английския Лестър. Като футболист е прекарал цялата си кариера в Монако. Като треньор е водил още отборите на Монако, Олимпик Лион, Лил, Ница и Саутхемптън.

## Кариера

### Кариера като футболист
През цялата си кариера Пюел играе само за Монако. За общо 17 години с екипа на монегаските изиграва близо 500 официални мача.

### Кариера като треньор
Три години след като приключва активната си кариера, Пюел застава начело на бившия си отбор. Още през първия си сезон начело на отбора го извежда до шампионската титла. През 2001 г. напуска монегаските след общо 24 години в отбора като юноша, футболист и треньор. През 2002 г. поема Лил. Треньор е на кучетата в продължение на шест пълни сезона, което го превръща в един от най-дълго задържалите се треньори във френската Лига 1.
На 18 юни 2008 г. е назначен за старши треньор на Олимпик Лион. През 2010 г. извежда отбора за пръв път в историята му до полуфинал в Шампионската лига, където е отстранен от Байерн Мюнхен. На 20 юни 2011 г. договорът му е прекратен.
От 23 май 2012 г. води тима на Ница, като през първия си сезон начело извежда отбора да първото му участие в Лига Европа.
На 30 юни 2016 г. подписва 3-годишен договор с английския Саутхемптън, наследявайки на поста напусналия Роналд Куман. Уволнен е на 14 юни 2017 г. поради незадоволителното представяне на отбора в първия му сезон.
В края на октомври 2017 г. застава начело на закъсалия по това време тим на Лестър.

## Успехи

### Като играч
Монако
- Шампион на Франция (2): 1981/82, 1987/88
- Носител на Купата на Франция (3): 1980, 1985, 1991
- Носител на Суперкупата на Франция (1): 1985

### Като треньор
Монако
- Шампион на Франция (1): 1999/2000
- Носител на Суперкупата на Франция (1): 2000
- Финалист за Купата на Лигата (1): 2001

 Саутхемптън
- Финалист за Карабао Къп (1): 2016/17